# DGB-Bezirk Nordrhein-Westfalen
Die Ausdehnung des DGB Bezirks Nordrhein-Westfalen entspricht dem Bundesland Nordrhein-Westfalen (NRW). Der DGB-Bezirk NRW mit Sitz in Düsseldorf vertritt insgesamt 1.400.000 Mitglieder.

## Struktur
Die Mitgliederstruktur des Bezirks war lange Zeit überproportional von der Eisen- und Stahlindustrie, dem Bergbau sowie den Arbeitnehmern im öffentlichen Dienst geprägt. Auch 1997 noch war die IG Metall mit etwa 670.000 Mitgliedern die größte Einzelgewerkschaft, gefolgt von der ÖTV mit 366.000 und der IGBCE mit 319.000 Mitgliedern. Zusammen machten die drei größten Gewerkschaften etwa 2/3 aller DGB-Mitglieder in NRW aus. Im Vergleich mit dem Bundesdurchschnitt waren Arbeiter im DGB-Bezirk etwas überrepräsentiert, etwas schwächer waren Angestellte und Beamte vertreten.

## DGB-Bezirksvorsitz
Vorsitzende des Deutschen Gewerkschaftsbundes–Bezirk Nordrhein-Westfalen, ist Anja Weber. Am 8. Dezember 2017 wurde die ehemalige NGG-Funktionärin zur Vorsitzenden des NRW-Bezirks gewählt. Sie ist die Nachfolgerin von Andreas Meyer-Lauber, der aus Altersgründen nicht zur Wiederwahl antrat.
Stellvertretende Bezirksvorsitzende ist Anke Unger. Die ehemalige Regionsgeschäftsführerin der DGB Region Ostwestfalen-Lippe und frühere Abteilungsleiterin Jugend wurde am 1. August 2023 Nachfolgerin von Sabine Graf (ver.di und CDA-Mitglied) gewählt. Unger ist ver.di und SPD-Mitglied.
Ehemalige DGB-Bezirksvorsitzende
- Wilhelm Alef (1949–1950)
- Werner Hansen (1950–1957)
- Wilhelm Haferkamp (1957–1962)
- Peter Michels (1967–1975)
- Siegfried Bleicher (1978–1982)
- Michael Geuenich (1982–1985)
- Heinz-Dieter Mahlberg (1985–1997)
- Walter Haas (1997–2006)
- Guntram Schneider (2006–2010)
- Andreas Meyer-Lauber (2010–2017)

## Aufgaben
Der DGB-Bezirk Nordrhein-Westfalen stimmt die Gewerkschaftspolitik, speziell im Zusammenhang mit landespolitischen Themen, im Konsens mit dem Bundesvorstand ab. Er unterstützt die 15 Regionen und setzt die Beschlüsse der Bezirksdelegiertenkonferenzen und Anordnungen des Bundesvorstandes um. Weiterhin hat der Bezirksvorstand laut Satzung die Aufgabe, Vorschläge für die Landesgesetzgebung zu unterbreiten und Stellung zu landespolitischen Fragen zu nehmen, die die Interessen von Arbeitnehmerinnen bzw. Arbeitnehmern berühren sowie entsprechende Forderungen zu erheben.

## Satzung
Auf dem 18. Ordentlichen Bundeskongress des DGB vom 22. bis 26. Mai 2006 in Berlin erreichte der Antrag auf Änderung der Paragraphen 11 und 12 der DGB-Satzung bezüglich einer Erhöhung der Steuerungskompetenz des DGB-Bundesvorstandes über die Bezirke und Regionen nicht die erforderliche 2/3-Mehrheit. Die Delegierten des Bundeskongresses schlossen sich nicht der Auffassung des Bundesvorstandes an, dass die Willensbildung im DGB nur horizontal durch die Gewerkschaften erfolgt. Die demokratisch gewählten Vertreter in den DGB-Bezirken und DGB-Regionen behalten damit ihre vorhandenen Einflussmöglichkeiten.

## DGB Regionen in NRW
Unterhalb des DGB-Bezirks Nordrhein-Westfalen gibt es 11 DGB-Regionen.
1. Dortmund-Hellweg (Dortmund)
2. Düsseldorf-Bergisch Land (Düsseldorf)
3. Emscher-Lippe (Recklinghausen)
4. Köln-Bonn (Köln)
5. Mülheim-Essen-Oberhausen (Essen)
6. Münsterland (Münster)
7. Niederrhein (Duisburg)
8. NRW Süd-West (Aachen)
9. Ostwestfalen-Lippe (Bielefeld)
10. Ruhr-Mark (Hagen)
11. Südwestfalen (Siegen)

## Technologieberatungsstelle beim DGB-Bezirk NRW
Die Technologieberatungsstelle beim DGB NRW e.V. (TBS) mit Sitz in Dortmund wird von dem Landesministerium für Arbeit, Gesundheit und Soziales in NRW und den Gewerkschaften im Land unterstützt. Die Beratungsstelle handelt im Auftrag des Landes Nordrhein-Westfalen und bietet flächendeckend betriebliche Beratungen, Seminare und Veranstaltungen sowie Informationsmaterial an. Die TBS hat die drei folgenden Regionalstellen:
- Bielefeld zuständig für Ostwestfalen-Lippe und Südwestfalen sowie
- Düsseldorf zuständig für Niederrhein und Rheinland.
- Dortmund zuständig für die Regionen Ruhrgebiet und Münsterland

## DGB Bildungswerk NRW
Das Bildungswerk ist in NRW der größte Anbieter im Bereich politischer Bildung und für die Qualifizierung von Betriebsräten. Jährlich nehmen ca. 45.000 Personen in Nordrhein-Westfalen das Angebot des Bildungswerks in Anspruch.